# Libertinagem erudita

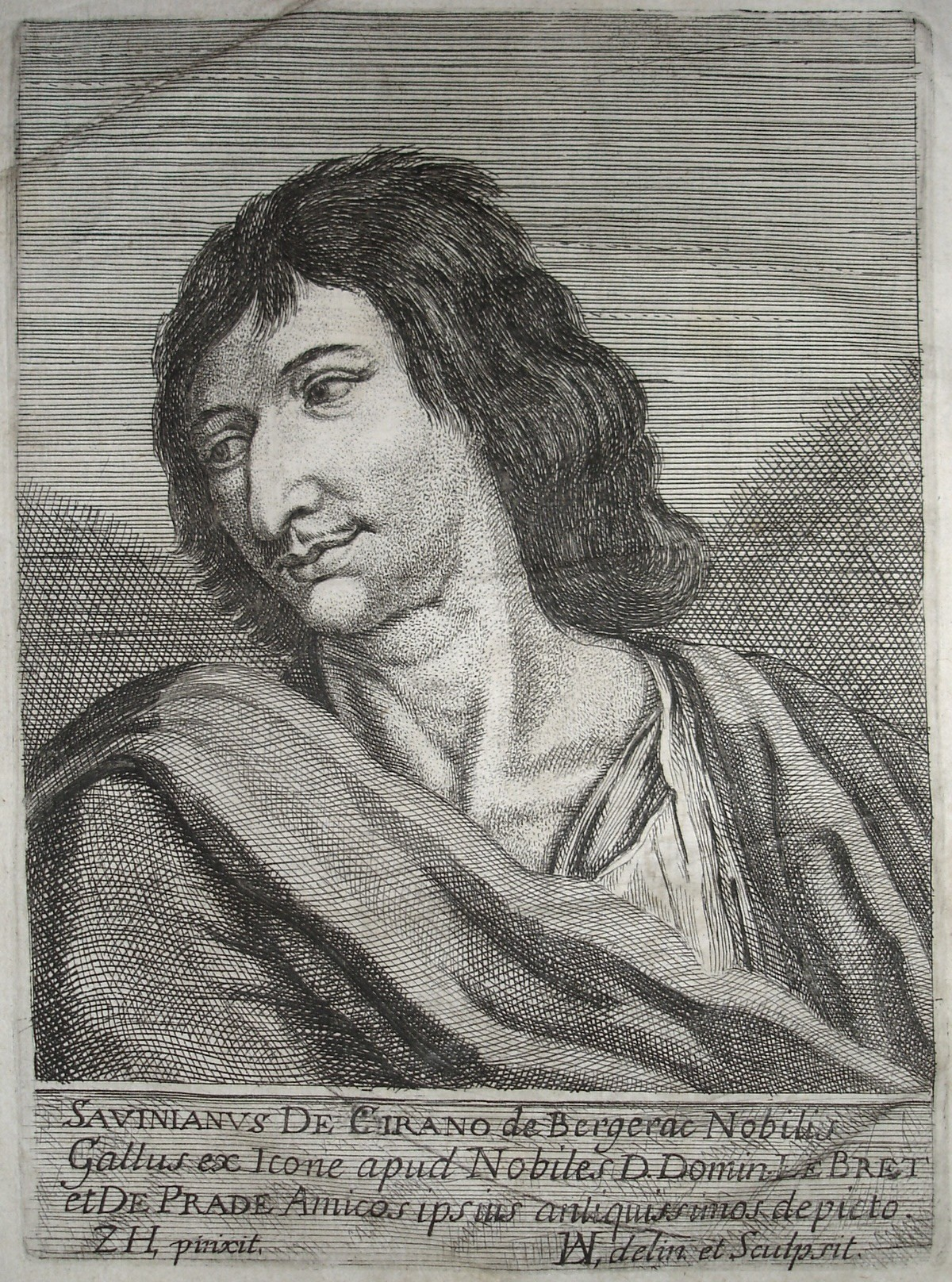
Cyrano de Bergerac, notório libertino da primeira metade do século XVII.

Libertinagem erudita (no francês libertinisme, libertinage) é uma categoria criada para agrupar uma tendência  intelectual e cultural plural do fim do século XVII e início do século XVIII, além de um arranjo de autores de diversos estilos e ocupações - filósofos, poetas, médicos, acadêmicos. Possui inúmeras intersecções com o fenômeno de publicação e circulação de textos filosóficos clandestinos. Os termos libertino, libertinage, originalmente francês, que significava, no início do século XVII, "livre-pensador", assume gradativamente uma conotação pejorativa através de polêmicas que apresentam esses sujeitos como pessoas que rejeitavam a moralidade, com forte ênfase na sexualidade. Etimologicamente, deriva-se em última instância da palavra latina libertinus, que significa "escravo liberto". As sucessivas transformações semânticas do termo refletem os conflitos ideológicos que permeavam a sociedade europeia ocidental, expondo o impeto libertino no início do século XVI e seu posterior recuo diante do fortalecimento conservador, sendo quase que universalmente rejeitado no século XVIII, mesmo por pensadores materialistas.
Apesar de sua heterogeneidade, a libertinagem é filosoficamente marcada pela crítica e subversão da tradição moral e religiosa, promovendo ideias céticas, materialistas, anti-metafísicas e anti-teológicas. O aspecto erudito dessa cultura se manifesta no amplo uso de referências antigas e renascentistas, citações e doxografias. Teve por efeito revigorar o interesse por um número de autores latino, como Plutarco e Luciano, principalmente pela crítica da superstição em ambos, além de alçar pensadores como Epicuro, Lucrécio e Sexto Empírico à um novo grau de relevância filosófica enquanto alternativas ao aristotelismo escolástico. Os autores libertanos promoveram reinterpretações da cultura antiga distintas da imagem estabelecida pelo humanismo, enfatizando o caráter ateísta, cético e materialista desse passado.  Entre as influências mais recentes, por outro lado, podem ser listados autores renascentistas como Pietro Pomponazzi, Maquiavel, Montaigne, Girolamo Cardano e Jean Bodin, como também Pierre Charron e Lucilio Vanini, antecessores diretos da primeira geração de libertinos.